# Banca Națională Săsească din Brașov
Banca Națională Săsească (în germană Sächsische Nationalbank sau Burzenländer Bank) a fost o instituție financiară înființată în anul 1899, cu sediul în Brașov. La puțin timp după înființare, aceasta s-a mutat în sediul nou construit din strada Michael Weiss 22, colț cu strada Porții (în prezent strada Republicii).
Această clădire în stil Art Nouveau a fost prima din Brașov cu destinația precisă de bancă și al cărei design a fost conceput după principiile moderne ale arhitecturii epocii, care impuneau, printre altele, adaptarea construcției la funcția sa.
Clădirea este clasificată ca monument istoric cu codul cod LMI BV-II-m-A-11595.

## Istoric
Ideea de a construi o clădire cu o destinație precisă (de bancă) în Brașovul dominat de amestecul de stiluri arhitectonice din secolele al XVIII-lea și al XIX-lea a fost una progresistă, în spiritul european al epocii. Comanditarul Sparkasse l-a ales ca arhitect pe brașoveanul Albert Schuller. Acesta, proaspăt întors (în anul 1903) de la München, unde își făcuse studiile, a adus la Brașov principiile Jugendstilului münchenez, în ambianța căruia se formase.

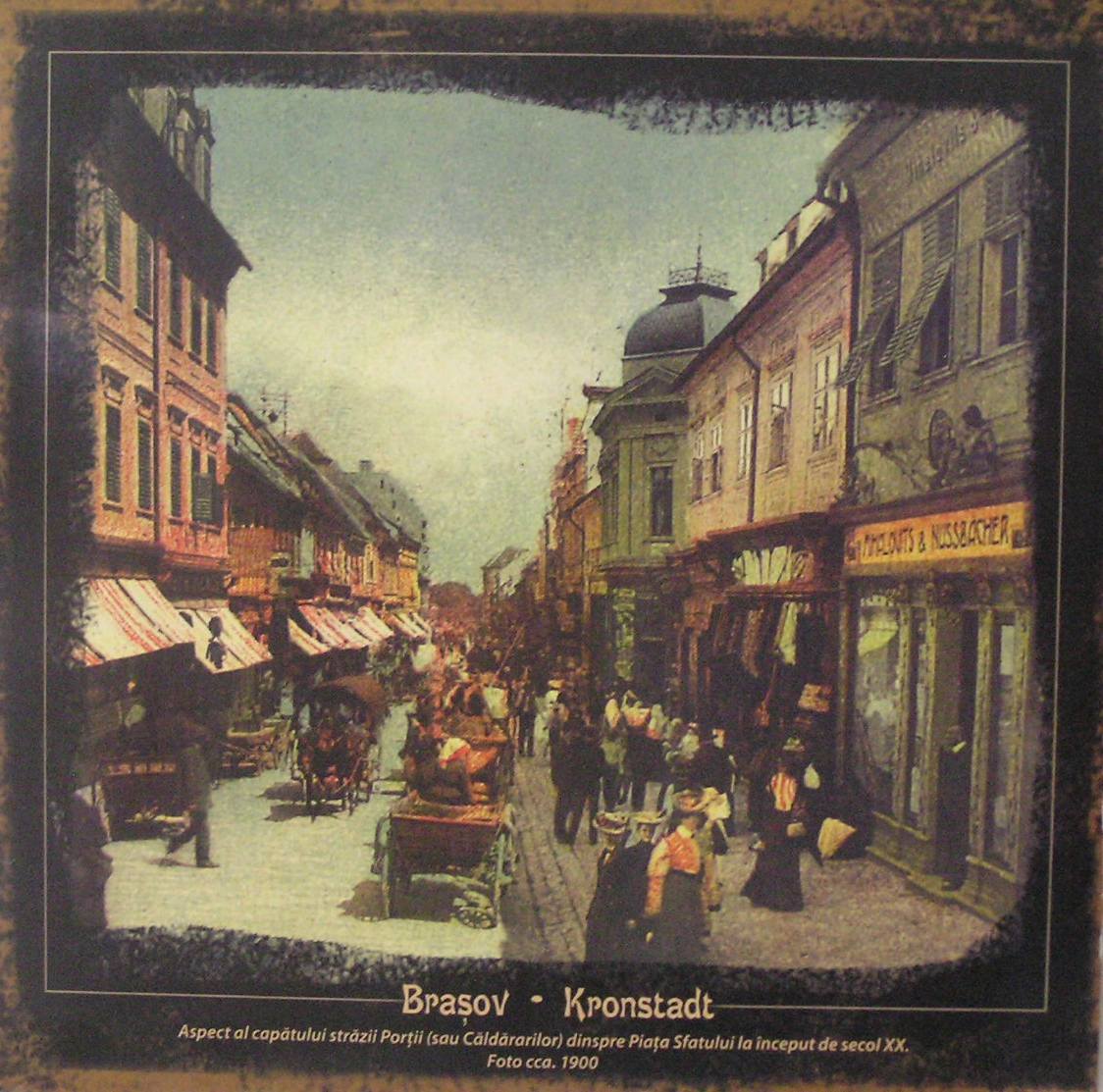
Strada Republicii la sfârșitul secolului al XIX-lea

Clădirea Bancii Naționale Săsești pe care a proiectat-o Albert Schuller s-a integrat stilului european modern al epocii, care promova forme și structuri noi implementate imobilelor urbane. Principiile sale, spre deosebire de cele ale arhitecturii istoriciste anterioare, promovau adaptarea formei clădirii la funcția sa, pentru o utilizare cât mai rațională, mai avantajoasă și mai confortabilă, orientându-se spre construirea de clădiri utilitare, necesare societății civile moderne: hoteluri, sedii de bănci, mari magazine, etc.
Noua clădire a fost concepută astfel încât să răspundă celor trei necesități ale timpului: funcționalitate, confort, estetică. În contrast cu arhitectura istoricistă, care sacrifica funcția în favoarea formei, principiul folosit aici a fost adaptarea formei clădirii la funcția sa, fără a-i neglija, totuși, aspectul exterior.
Locul ales pentru această construcție a fost în Cetate, la intersecția principalei străzi comerciale a orașului, Purzengasse (astăzi strada Republicii), cu Zwirngasse (astăzi strada Michael Weiss). Aici se găsea casa cu un nivel a familiei Hirscher, una dintre familiile cele mai cunoscute ale Brașovului. Această casă, care data din secolul al XVI-lea și care suferise, de-a lungul timpului, puternice transformări, păstra la începutul secolului XX, după cum o dovedesc imaginile din epocă, fațada secolului al XVIII-lea, iar pe colț era decorată cu o pereche de coarne de cerb, aluzie la numele familiei.
Casa a fost demolată în anul 1905 și pe locul ei s-a construit Banca Națională Săsească, construcția fiind terminată în anul 1908.
În anul 1929 banca a fuzionat cu Casa Generală de Economii din Sibiu și a continuat să funcționeze în același imobil, iar apoi clădirea a fost sediul unei companii electrice suedeze care a construit rețeaua de electricitate a orașului. În 1948, clădirea a fost naționalizată și preluată de Societatea Națională de Electricitate, a trecut, doi ani mai târziu, în administrarea Ministerului de Finanțe. După renovarea clădirii efectuată sub conducerea arhitectului Günther Schuller, din 1990 aceasta a devenit sucursală a Bancorex, instituție financiară care a dispărut la sfârșitul anilor ’90. În anul 2011, imobilul a fost preluat de municipalitatea brașoveană, care ulterior a întreprins noi lucrări de reabilitare ale clădirii, finalizate în anul 2022.

## Descriere
Arhitectul Albert Schuller a proiectat o clădire de colț, cu două etaje, în spiritul arhitectonic modern, adecvat principiilor arhitecturii müncheneze a anilor 1900 și care corespundea gustului comunității germane din oraș.
Clădirea are o formă dreptunghiulară, alungită, cu pivniță, parter, două etaje și o curte mică pe latura lungă a clădirii. Repartizarea încăperilor pe fiecare nivel demonstrează grija pentru funcționalitatea ansamblului. Serviciile au fost dispuse astfel încât, deși exista o cale ușoară de acces între ele, nu se incomodau reciproc, constituindu-se în zone separate, independente, în funcție de activitățile cărora le erau destinate.
Clădirea a fost proiectată ca având două destinații, bancă și locuințe, ceea ce condiționa o anumită poziționare pentru fiecare spațiu. Acestea trebuiau sa fie separate, pentru ca activitățile specifice să nu interfereze reciproc, dar, în același timp, să poată fi ușor accesibile. Ca urmare Schuller a rezervat zona principală a casei, cu fațada spre strada Republicii, holului principal al băncii, la parter, și celor două locuințe, dintre care una a directorului, amplasate la etaj. Aripa „de serviciu”, cu birouri și încăperi utilitare, având intrare separată, era pe latura lungă a clădirii, pe strada Michael Weiss. Cele două funcții ale clădirii au fost marcate atât din punct de vedere al volumelor, cât și al decorației.
Fațada dinspre strada Republicii, strada pietonală cea mai circulată din oraș, este fațada principală, care adăpostește banca la parter și apartamentele la etaj. Înaltă și îngustă, aceasta fațadă conferă prestanță clădirii, fiind marcată de un portal masiv, amplasat asimetric față de axul clădirii și de marele medalion oval de pe atică cu imaginea Apolloniei Hirscher, soția judelui Lukas Hirscher, respectată în mod deosebit de populația orașului. Acesta este cel mai important element decorativ al fațadei principale. Amplasat sus, medalionul putea fi văzut din toată zona înconjurătoare de către trecători. Pictată după un tablou realizat în anul 1898 de pictorul brașovean Friedrich Mieß, ea era reprezentată în costum săsesc și purta în brațe un corn al abundenței. Pictura a fost restaurată în perioada interbelică de Gisela Richter.
Pe colțul clădirii, sub bow-window, arhitectul a pus coarnele de cerb care decoraseră casa familiei Hirscher, pe locul căreia se ridicase banca. Ele există și astăzi, în amintirea acestei familii importante pentru istoria orașului.
De-a lungul pereților, în medalioane decorate cu ghirlande, care ilustrează mentalitatea epocii, apar inscripții-mesaj, proverbe săsești, cu trimitere la importanța muncii și a economiilor, generatoare de bunăstare: „Schaffen und Streben, Allein ist Leben” („Viața este numai lucru și năzuință”), „Arbeit ist des Bürger’s Zierde, Segen ist der Mühe Preis” („Munca este podoaba cetățeanului, binecuvântarea este prețul sârguinței”), „Spare in der Zeit, so hast du in der Not” („Economisește la timp, atunci ai la necaz”).

## Galerie de imagini

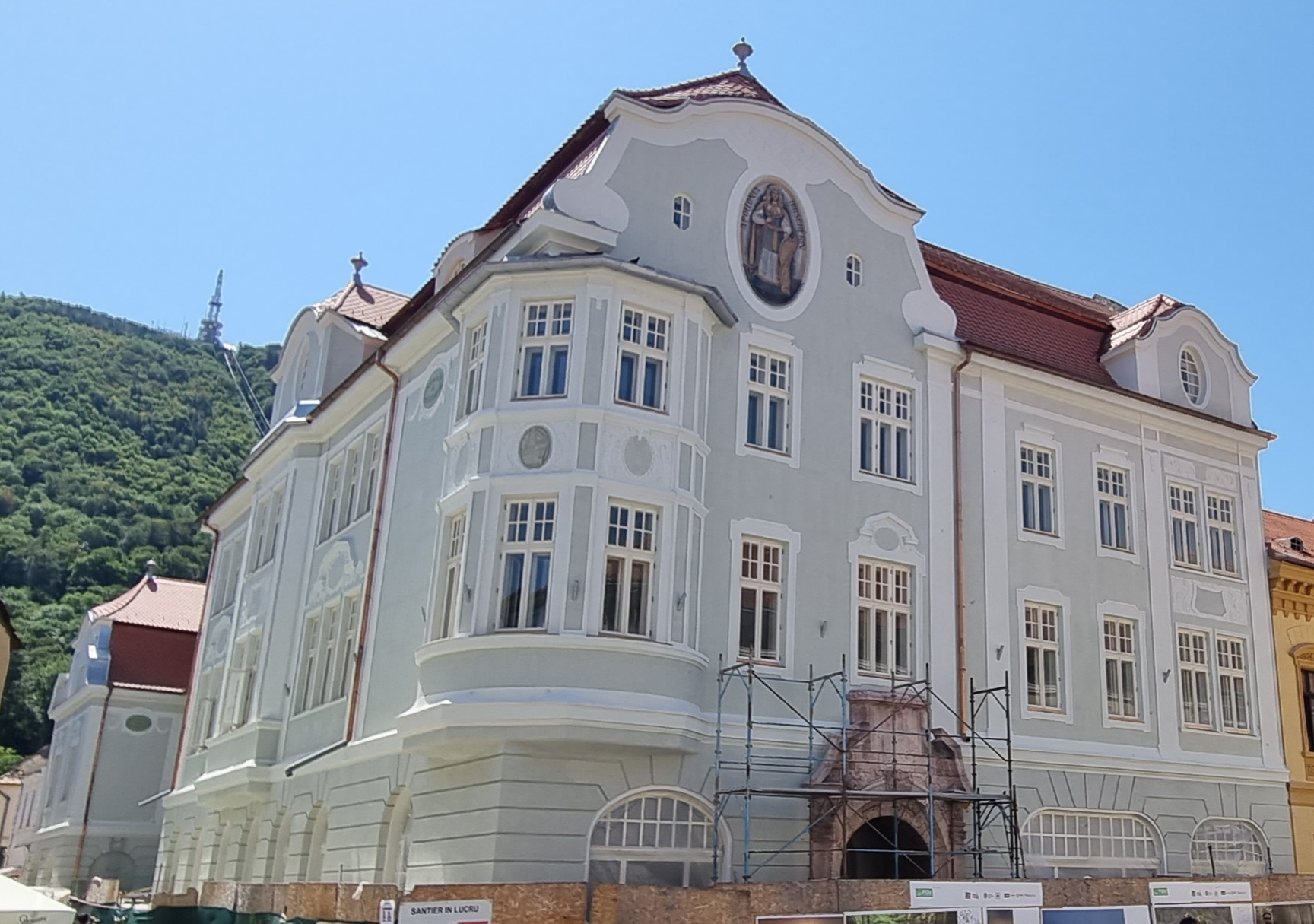
Fațada principală a clădirii
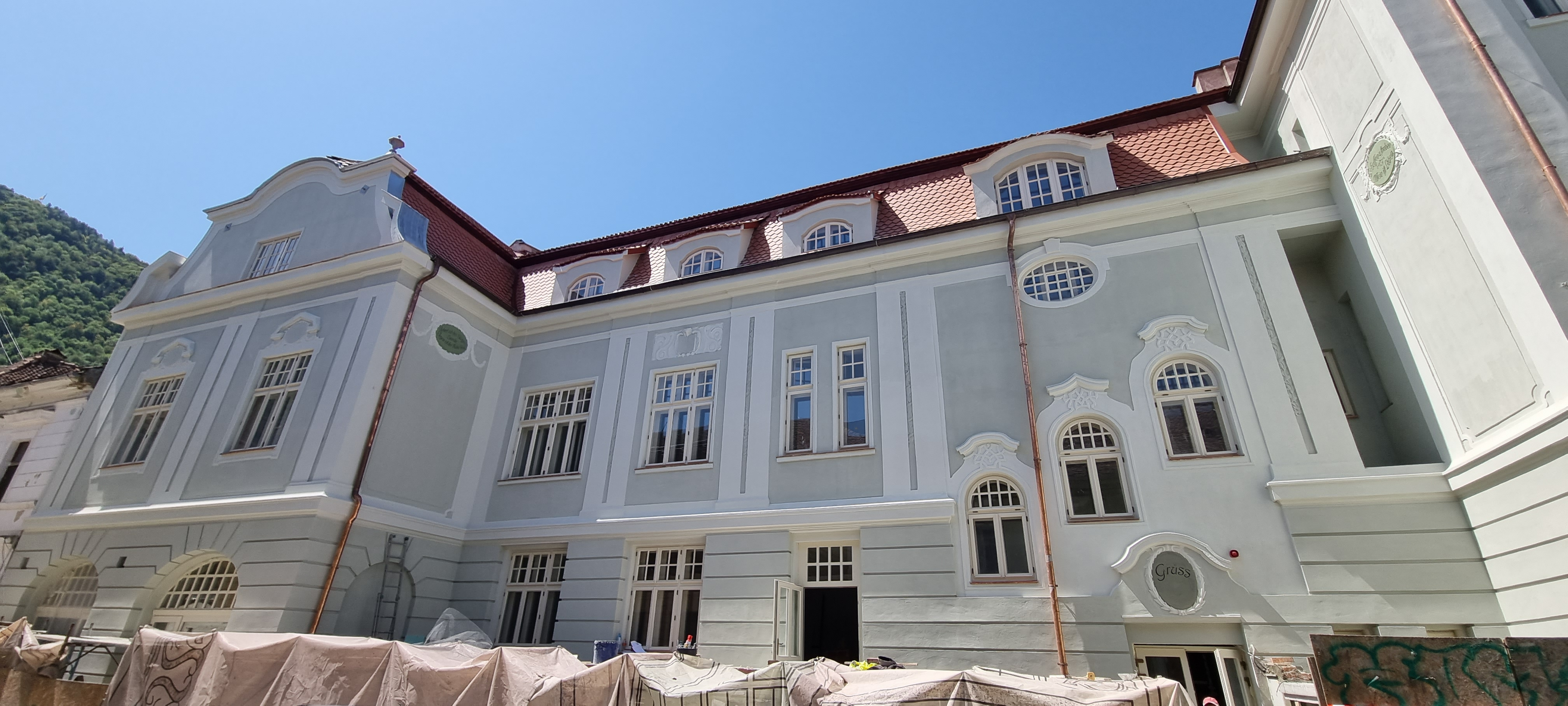
Latura lungă a clădirii, pe strada Michael Weiss
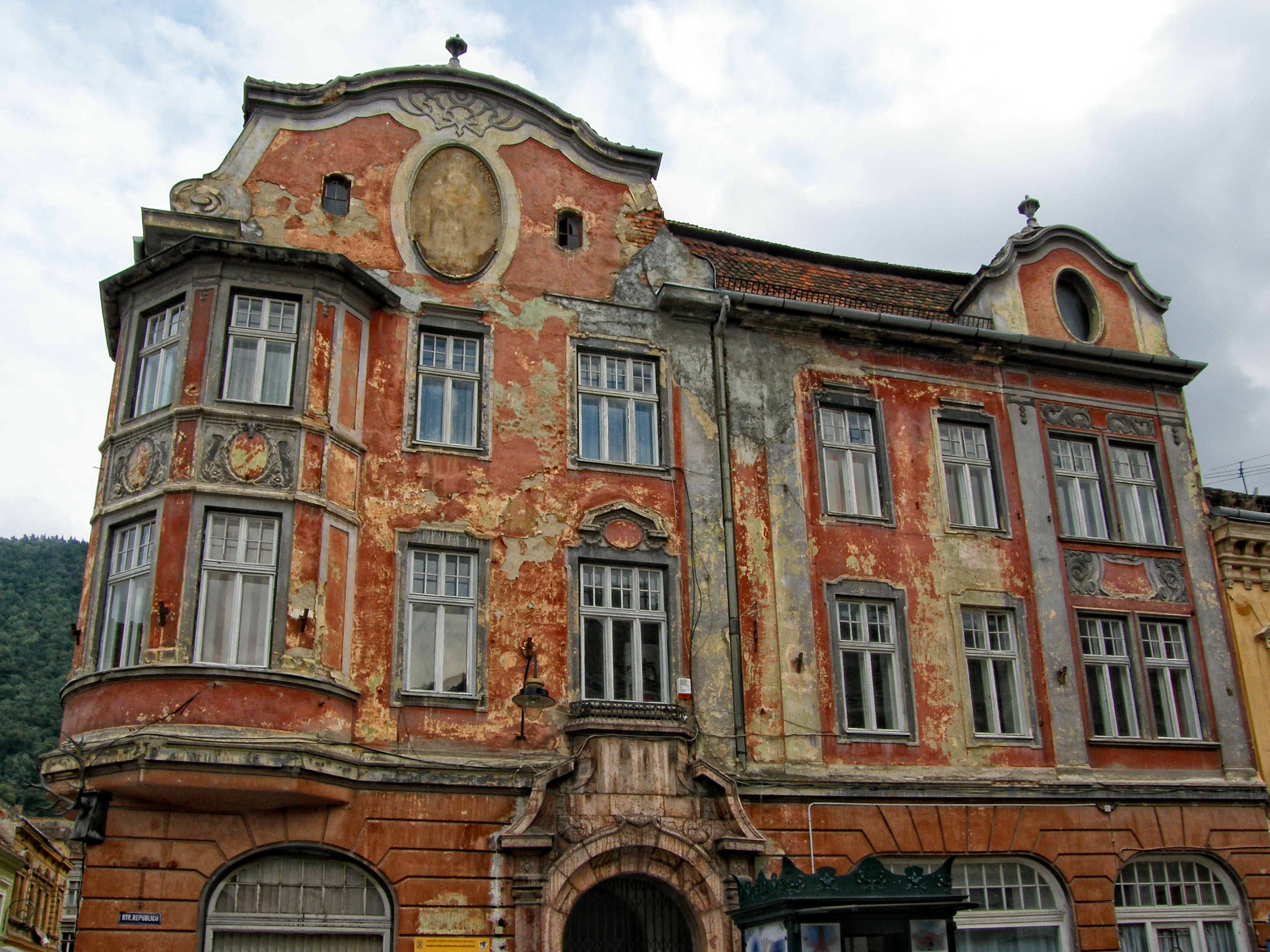
Clădirea băncii înainte de renovare
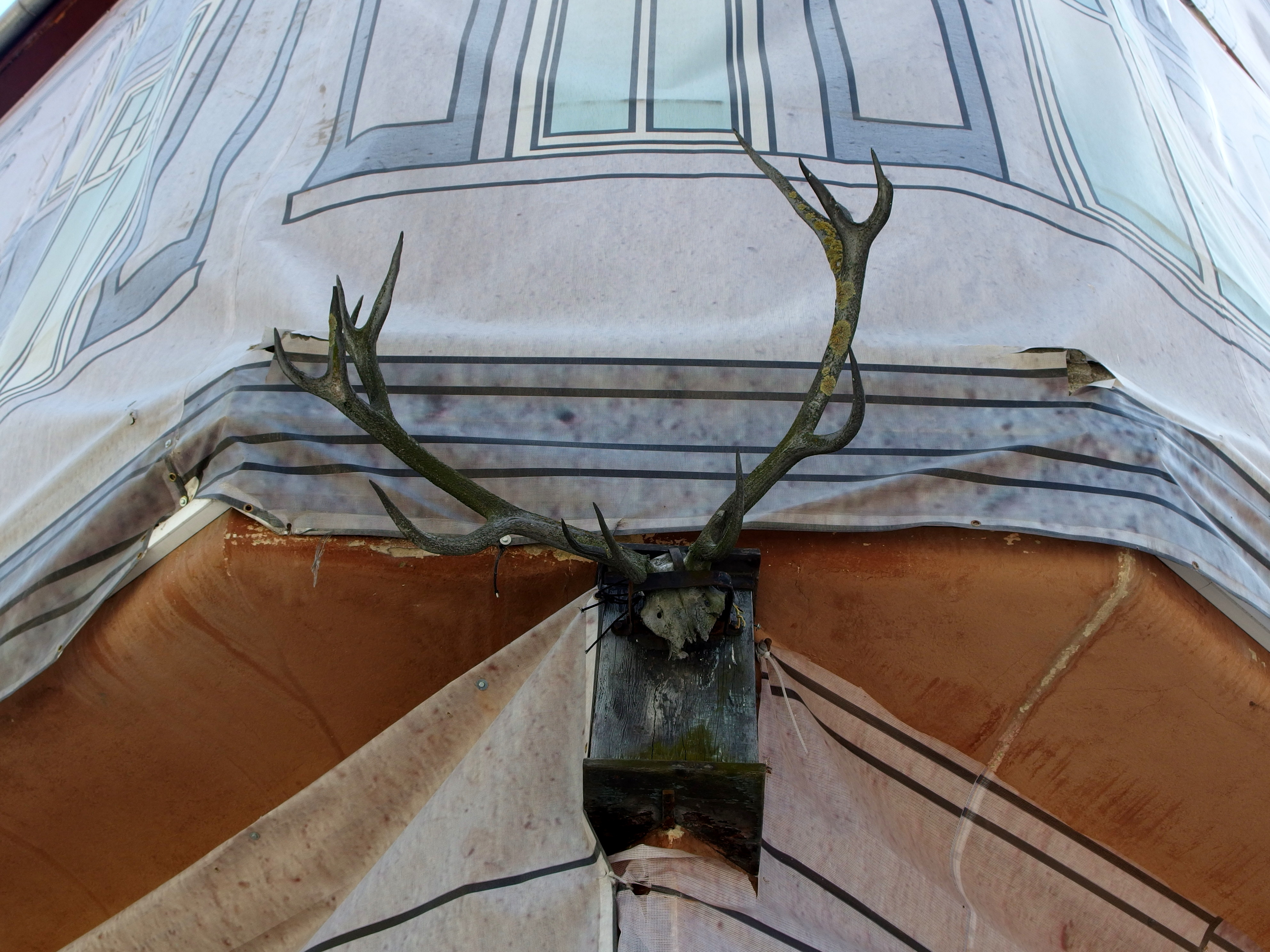
Coarnele de cerb pe colțul clădirii
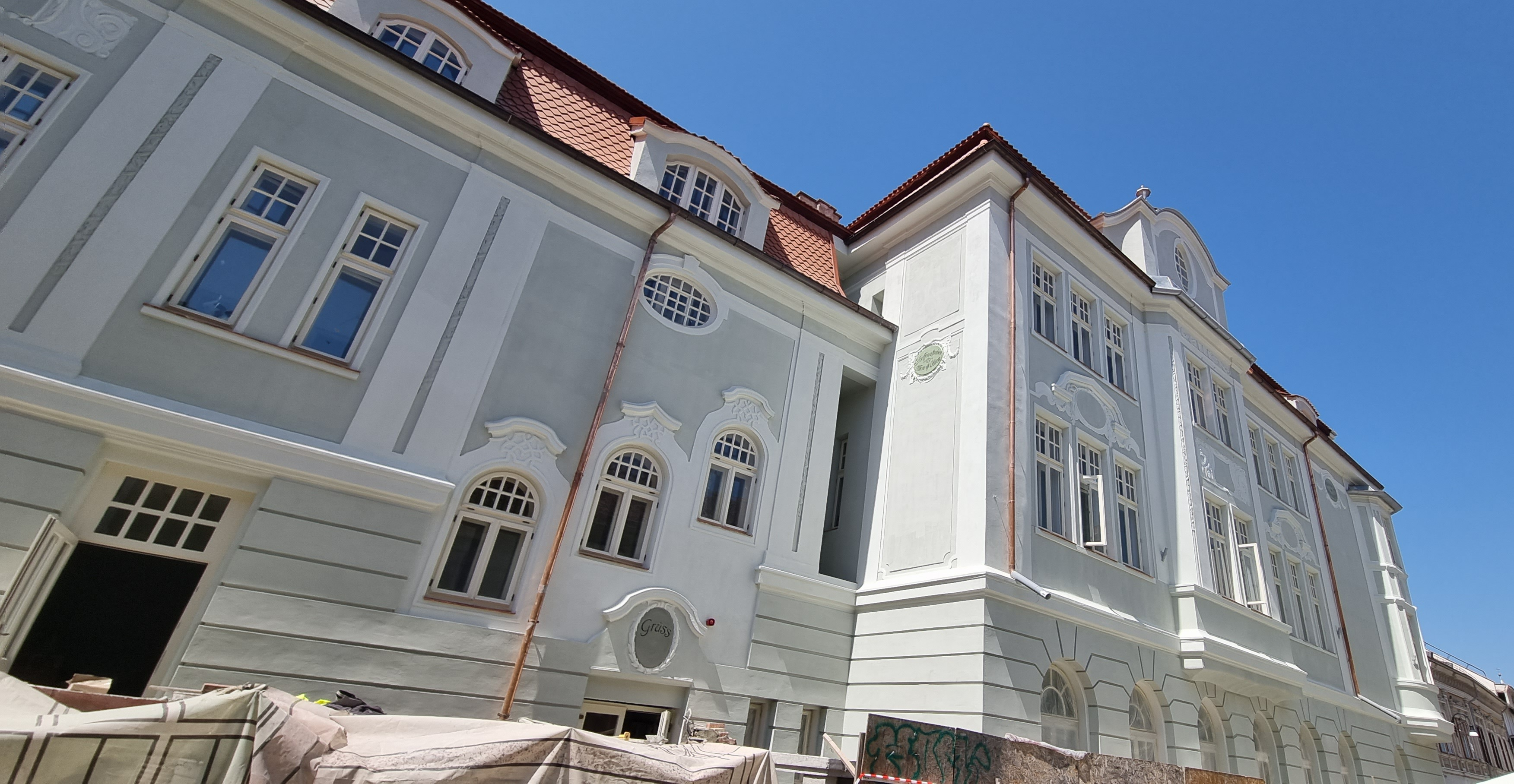
Vedere laterală a clădirii, pe strada Michael Weiss
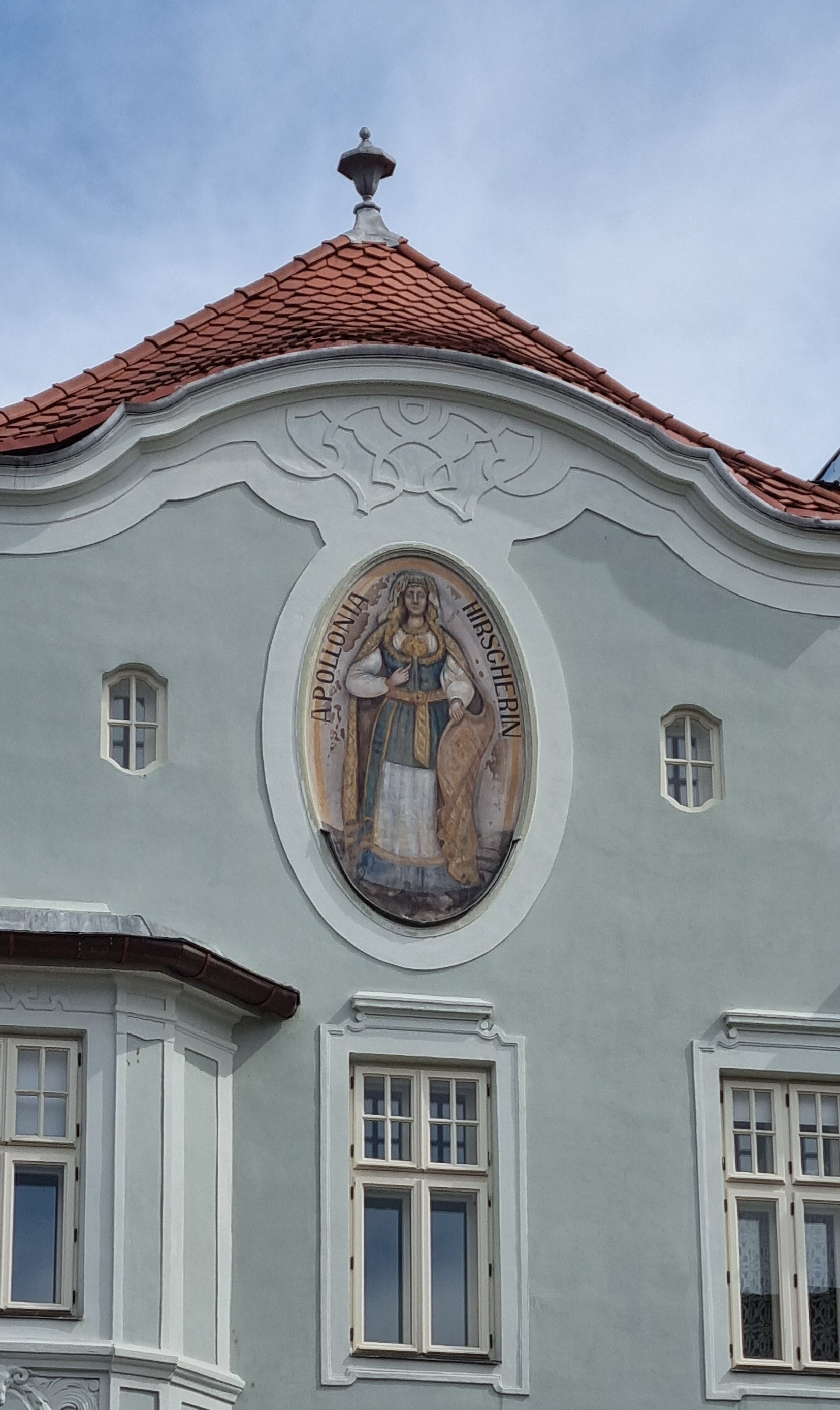
Medalionul cu imaginea Apolloniei Hirscher